# LSG Mettinghausen/Rebbeke
Das Landschaftsschutzgebiet Mettinghausen/Rebbeke mit ca. 692 ha Flächengröße liegt im Kreis Soest. Das Gebiet wurde 2003 als Landschaftsschutzgebiet (LSG) ausgewiesen. Das LSG liegt auf dem Gebiet der Stadt Lippstadt.

## Lage
Das Landschaftsschutzgebiet umfasst den Landschaftsraum zwischen der Landstraße L 822 bzw. 815 im Süden, der Kreisgrenze im Osten und Norden sowie der Seeuferstraße, dem Delbrücker Weg sowie einem namenlosen Vorfluter im Westen. Ausgenommen sind die innerhalb des Bereiches liegenden Ortschaften Mettinghausen und Rebbeke.

## Schutzzweck
Die Ausweisung erfolgte aufgrund der in großen Teilen besonders reich und vielfältig mit Baumreihen, Hecken, Feldgehölzen und kleinen Wäldern ausgestatteten Landschaft, der besonders zu begleitenden Situation im Bereich der Abgrabungsgewässer, der Bedeutung des Landschaftsraumes für die Erholung. Die Ausweisung als Landschaftsschutzgebiet erfolgte in diesem Fall auch wegen der besonderen Bedeutung dieses Raumes als Pufferzone zum sich westlich anschließenden Naturschutzgebiet „Zachariassee“.

## Rechtliche Vorschriften
Nach § 34 Abs. 2 LG sind in Landschaftsschutzgebieten alle Handlungen verboten, die den Charakter des Gebietes verändern können oder dem Schutzzweck zuwiderlaufen. Dazu gehören: Bauliche Anlagen aller Art zu errichten, zu erweitern oder in einer das Landschaftsbild beeinträchtigenden Weise zu ändern. Aufschüttungen, Verfüllungen, Abgrabungen, Ausschachtungen oder sonstige Änderungen der Oberflächengestalt vorzunehmen. Gewässer – einschließlich Teichanlagen aller Art – oder deren Ufer herzustellen, zu beseitigen oder umzugestalten. Motorfahrzeuge aller Art, Anhänger, Wohnwagen und Verkaufswagen außerhalb der befestigten Straßen, Fahrwege, Plätze oder Hofräume zu führen oder abzustellen. Bäume, Sträucher, Hecken, Feld- oder Ufergehölze zu beseitigen oder zu schädigen.